# Lampadephora panimera
Lampadephora panimera là một loài bướm đêm trong họ Noctuidae.